# Brownlowia rubra
Brownlowia rubra är en malvaväxtart som beskrevs av André Joseph Guillaume Henri Kostermans. Brownlowia rubra ingår i släktet Brownlowia och familjen malvaväxter. Inga underarter finns listade i Catalogue of Life.